# Trimiosella anguina
Trimiosella anguina är en skalbaggsart som först beskrevs av Edmund Reitter 1883.  Trimiosella anguina ingår i släktet Trimiosella och familjen kortvingar. Inga underarter finns listade i Catalogue of Life.